# 鲍墟镇
鲍墟镇，是中华人民共和国河北省保定市蠡县下辖的一个乡镇级行政单位。原鲍墟乡于2017年初撤乡设镇。

## 行政区划
鲍墟镇下辖以下地区：
北鲍墟村、南鲍墟村、西鲍墟村、东鲍墟村、西孟尝村、中孟尝村、东孟尝村、野陈佐村、南五夫村、东五夫村、吾儿头村、张家庄村、马家佐村、榆林村、东莲子口村、西莲子口村、南莲子口村、北莲子口村、中莲子口村、正南庄村、西南庄村、齐家营村和刘佃庄村。